# Mesopoma
Mesopoma è un genere di pesci ossei estinto, appartenente agli attinotterigi. Visse tra il Carbonifero inferiore e il Carbonifero superiore (circa 345 - 310 milioni di anni fa) e i suoi resti fossili sono stati ritrovati in Europa.

## Descrizione
Questo pesce era di piccole dimensioni e solitamente non raggiungeva i 10 centimetri di lunghezza. Il corpo era leggermente compresso lateralmente ma abbastanza slanciato nella parte posteriore. La testa era piccola, alta e fornita di un muso appuntito e molto corto, immediatamente davanti alle grandi orbite. La pinna dorsale, posta nel terzo posteriore del corpo, era triangolare e pressoché opposta alla pinna anale, di dimensioni e forma simili. Le scaglie erano squadrate nella parte dorsale del corpo, e via via sempre più rettangolari verso il ventre, ed erano disposte in file diagonali. 

## Classificazione
Mesopoma è un pesce osseo arcaico, i cui membri sono stati variamente attribuiti a diverse famiglie di attinotterigi, come i Palaeoniscidae e i Canobiidae. Generalmente Mesopoma è stato ascritto ai paleonisciformi, un grande gruppo di arcaici pesci ossei ora considerato parafiletico; uno studio sul calco endocranico di un esemplare della specie Mesopoma planti ha rafforzato la convinzione di una possibile parafilia dei paleonisciformi, portando inoltre all'ipotesi di una separazione tra condrostei (storioni, pesci spatola) e neotterigi (amia, lepisostei e teleostei) più antica di quanto precedentemente ritenuto (Coates, 1999). 
Il genere Mesopoma è stato istituito nel 1890 da Traquair, sulla base di resti fossili ritrovati nella zona di Glencartholm (Eskdale, Scozia) in terreni del Carbonifero inferiore; la specie tipo è Mesopoma pulchellum, ma a questo genere sono state attribuite anche altre specie, come M. politum (sempre descritta da Traquair e proveniente anch'essa da Eskdale), M. carricki (Carbonifero superiore della Scozia) e M. planti, la più recente, del Carbonifero superiore dell'Inghilterra e precedentemente attribuita al genere Rhadinichthys. 

## Paleoecologia
I membri del genere Mesopoma dovevano essere piccoli predatori.